# مطار برلين تيجيل الدولي

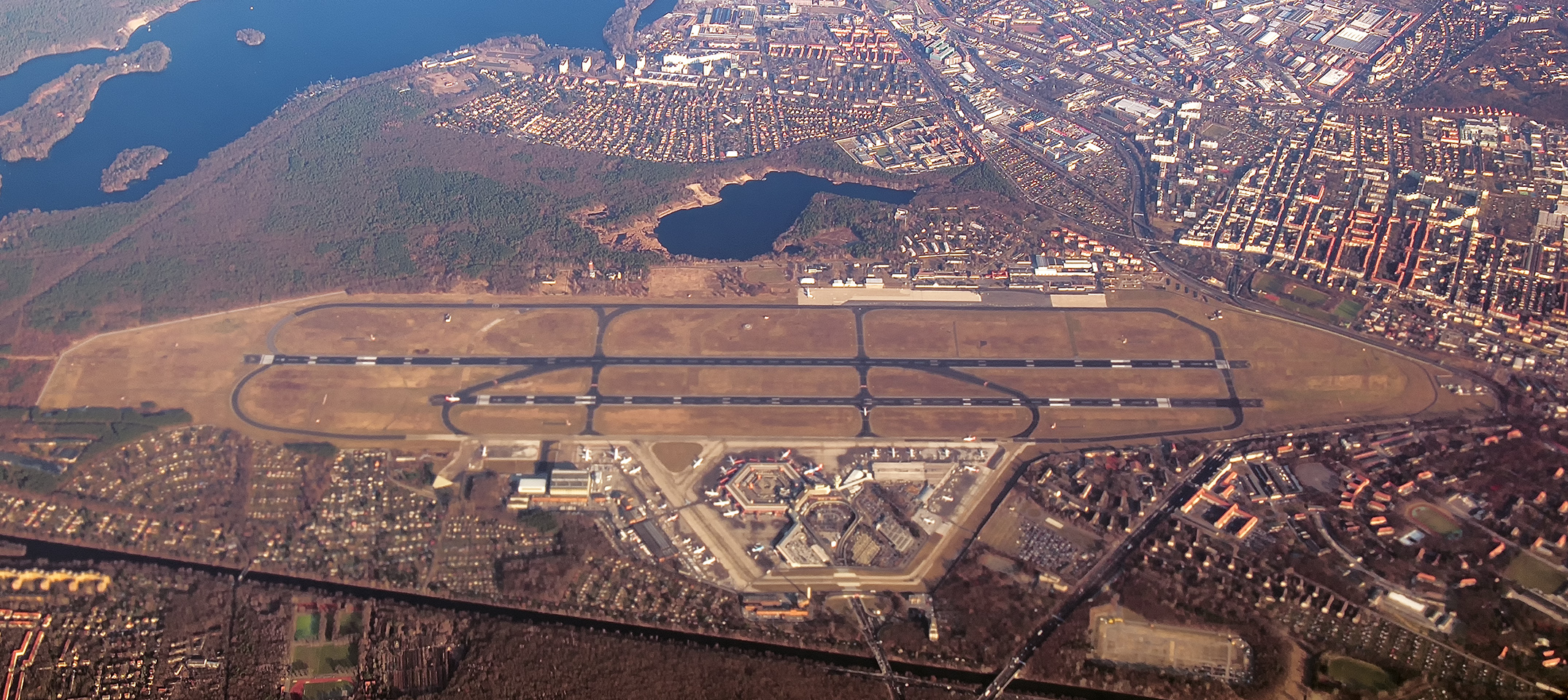

مطار برلين تيجل الدولي (بالألمانية: Flughafen Berlin-Tegel) (إياتا:  TXL ، إيكاو:  EDDT) مطار دولي في العاصمة الألمانية برلين وبالتحديد تيجيل،يعد كبرى مطارات برلين السبع والرابع بين كبرى مطارات ألمانيا.افتتح سنة 1948 وتبلغ مساحته 466 هكتار،يبعد 8 كم عن برلين.سعته السنوية 12 مليون راكب.قررت السلطات المسؤولة عنه إغلاقه بعد انتهاء أعمال إنشاء مطار برلين براندنبرق وتوسعة مطار برلين شونفيلد في فترة لا تتجاوز 6 أشهر تبدأ من يونيو 2012.

## انظر
- مطار برلين شونفيلد
- مطار برلين براندنبرق
- مطار برلين تمبلهوف
- مطار جوهانيستهال
- مطار ستاكين
- مطار راف قاتو

## احالات
1. ↑  Green industry is to Tegel [وصلة مكسورة] نسخة محفوظة 2020-04-06 على موقع واي باك مشين.

## طالع
تقرير عن مطار برلين تيجيل من موقع مطارات برلين